# Sutrium
Sutrium (łac. Sutrinus, wł.  Sutri) – stolica historycznej diecezji w Italii erygowanej około roku 500, a włączonej w 1435 w skład diecezji Nepi i Sutri. 
Współczesne miasto Sutri w prowincji Viterbo we Włoszech. Obecnie katolickie biskupstwo tytularne ustanowione w 1991 przez papieża Jana Pawła II.

## Biskupi tytularni
| Lp. | Biskup              | Funkcja                   | Od              | Do                |
| --- | ------------------- | ------------------------- | --------------- | ----------------- |
| 1   | Christoph Schönborn | biskup pomocniczy Wiednia | 11 lipca 1991   | 13 kwietnia 1995  |
| 2   | Paolo Sardi         | urzędnik Kurii Rzymskiej  | 10 grudnia 1996 | 20 listopada 2010 |
| 3   | Antonio Filipazzi   | nuncjusz apostolski       | 8 stycznia 2011 |                   |